# Carl Blum

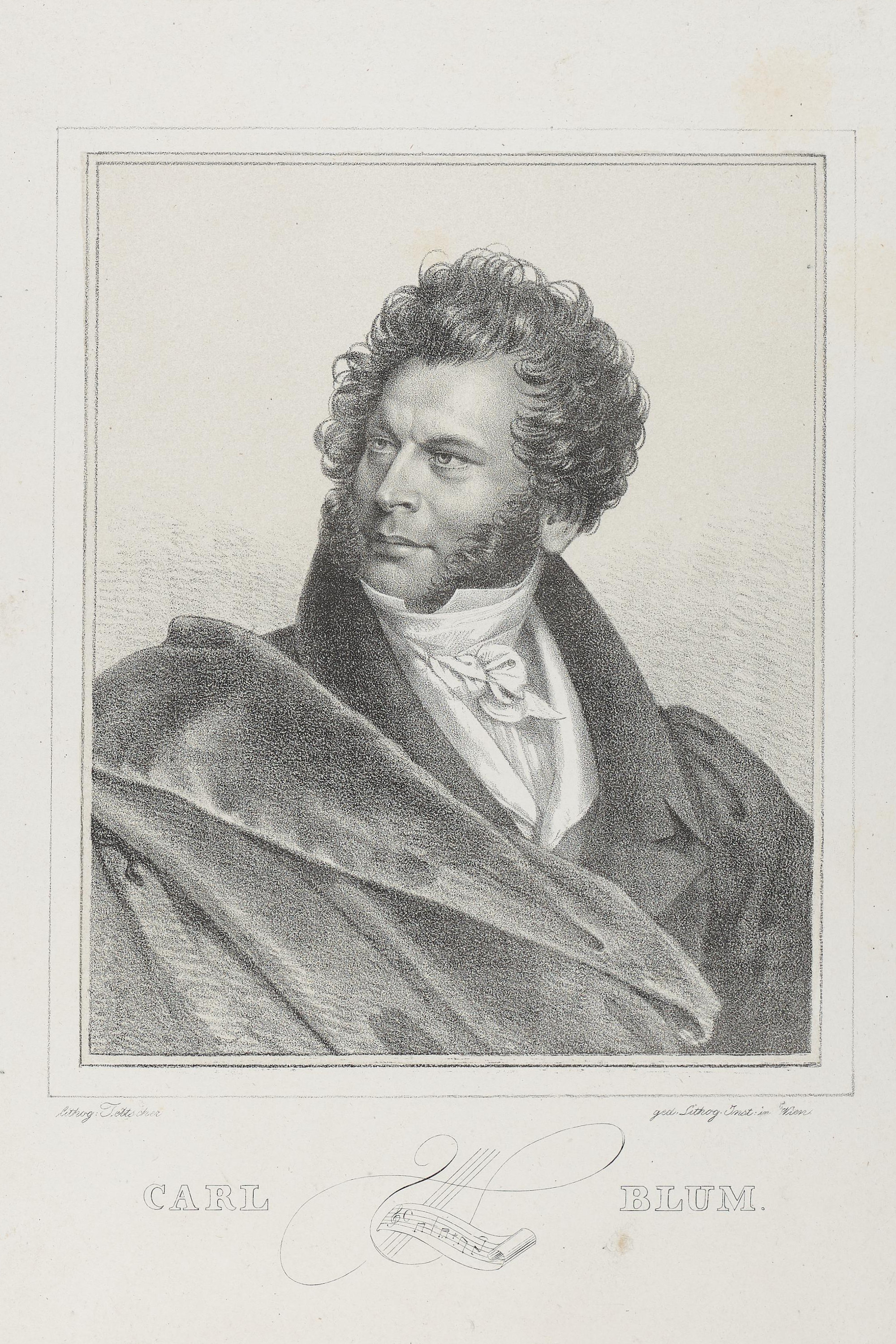
Carl Blum, Litografi av Josef Eduard Teltscher.

Carl Wilhelm August Blum, född 1786 och död 1844, var en tysk tonsättare och dramaturg.
Blum verkade i Berlin, där han införde franskt sångspel i egen översättning. Största framgången hade han med Der Schiffskapitän (1820) med musik av, förutom honom själv Mozart, Johann Adam Hiller och Wenzel Müller. Texterna tillrättalade han själv, även för sina allvarligare stycken, såsom den stora operan Zoraide (1821), vars text återgår på Luigi Cherubinis Abenceragena (1813) och Bergamo (1837).
Carl Blums bror, Heinrich Blum (1788-1856), var en känd dramatisk barytonsångare.